# Julia Messelt

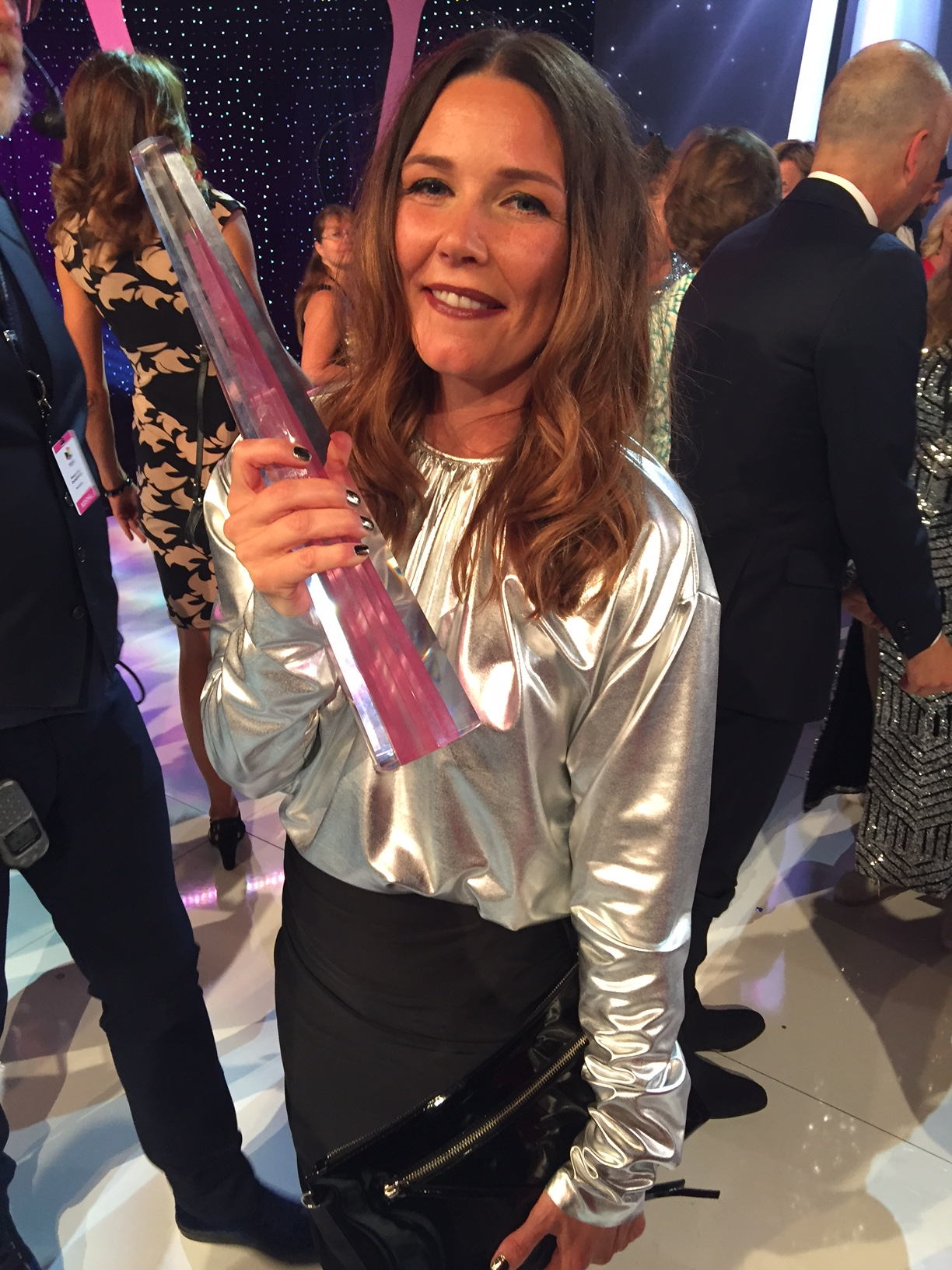
Tv-producenten Julia Messelt på Kristallengalan 2017.

Julia Lovisa Eline Messelt, född 4 november 1980 i Duved, Jämtland, är en svensk programledare, producent och regissör.
Hon arbetade länge för Bolibompa på Sveriges Television. Som programledare för Sveriges Television har hon också lett bland annat Packat & klart., Myror i brallan, Minimyror i Kenya och Vi i femman. För UR har hon programlett programmet Slappis.
I radio har Messelt arbetat med Morgonpasset i Sveriges Radio P3 tillsammans med Patrik Ehrnst och Olle Garp. Hon har också varit programledare för odlingspodden Smaklöken.
Tillsammans med Petter Lennstrand har hon producerat och regisserat barnserien Djuren på Djuris för UR.

## Familjeliv
Julia Messelt är gift och har tre barn.

## Priser och utmärkelser
1. Myror i brallan-redaktionen utsågs till Årets Miljöjournalist 2005[5] (manus och programledare Julia Messelt)
2. Podden Smaklöken vann Guldbladet som Årets Nykomling 2015[6] (programledare Julia Messelt)
3. Vinnare av Årets barn- och ungdomsprogram vid Kristallengalan 2017 (producent Julia Messelt)
4. Vinnare av Årets barnprogram vid Kristallengalan 2021 (producent och regissör Julia Messelt).